# Terapia Felkego
Terapia Felkego - należy do złożonych holistycznych metod leczenia, wykorzystujących uzdrawiające właściwości substancji występujących w przyrodzie w stanie naturalnym. Jej twórcą jest urodzony w Niemczech ewangelicki pastor Emanuel Felke (1856-1926). Opracowując własną metodę korzystał on z założeń już istniejących form leczenia takich jak kąpiele wodne, powietrzne i słoneczne, gimnastyka, ruch na świeżym powietrzu, ziołolecznictwo, kuracje dietetyczne czy głodówki.
Ten artykuł opisuje teorie, metody lub czynności niezgodne ze współczesną wiedzą medyczną.
Terapia Felkego:
- pobudza krążenie,
- poprawia ukrwienie narządów wewnętrznych poprzez ucisk dolnej części brzucha (litr błota waży ok. dwóch kilogramów),
- likwiduje choroby reumatyczne.

Przeczytaj ostrzeżenie dotyczące informacji medycznych i pokrewnych zamieszczonych w Wikipedii.